# Johannes Pääsuke
Johannes Pääsuke, född 30 mars 1892 i Tartu, Guvernementet Livland, Kejsardömet Ryssland (nuvarande Estland), död 8 januari 1918 i Orsja, Belarus, var en estnisk filmare och fotograf. Han fick i uppdrag av Estlands regering att ta fotografier för Estlands nationalmuseum. 1912 filmade han den ryska flygaren Sergeij Oetotsjkin på Raadi herrgård vid Tartu vid den första flygningen i Estland. Han tog dessa bilder till den första estniska dokumentären, Utotškini lendamised Tartu kohal. Han avslutade det året med att också använda bilderna till kortfilmen Karujaht Pärnumaal. Denna satiriska film kom ut 1914 och ses som den första estniska filmen. Pääsuke anses på grund av sin pionjärroll som fader till den estniska filmen.

## Filmografi (utval)
- Utotškini lendamised Tartu kohal (1912)
- Utotškini lend (1912)
- Tartu linn ja ümbrus (1912)
- Ajaloolised mälestusmärgid Eestimaa minevikust (1913)
- Retk läbi Setamaa" (1913)
- Karujaht Pärnumaal (1914)

## Fotogalleri

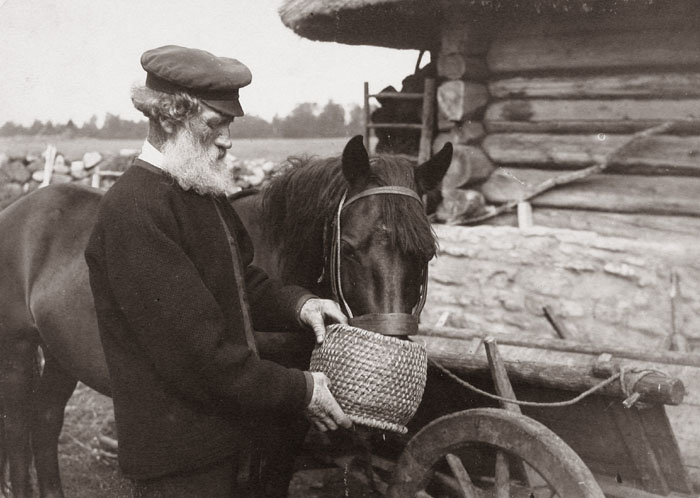
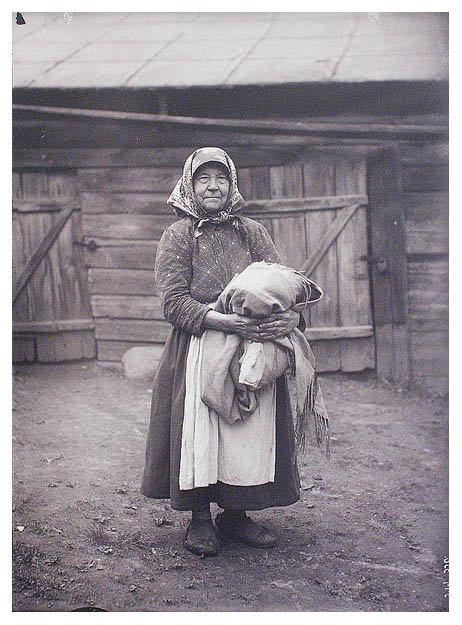
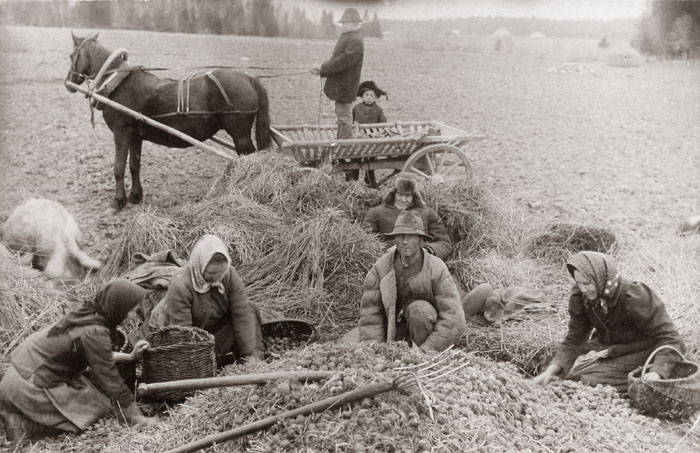